# Classe Montana
A Classe Montana foi uma classe de couraçados planejada para a Marinha dos Estados Unidos, composta pelo Montana, Ohio, Maine, New Hampshire e Louisiana. Os trabalhos de desenvolvimento dos navios começaram em meados de 1939 antes dos Estados Unidos entrarem na Segunda Guerra Mundial e, diferentemente de classes de couraçados anteriores, ocorreram sem nenhuma limitação imposta por tratados internacionais de  controle armamentista. Consequentemente seu projeto foi o maior, mais bem protegido e bem armado já criado no país, possuindo uma capacidade de defesa antiaérea aprimorada e uma blindagem consideravelmente mais espessa em todas as áreas das embarcações.
Os cinco couraçados da Classe Montana, como originalmente projetados, seriam armados com doze canhões de 406 milímetros montados em quatro torres de artilharia triplas. Teriam um comprimento de fora a fora de 280 metros, uma boca de 37 metros, um calado de onze metros e um deslocamento carregado de mais de 72 mil toneladas Seus sistemas de propulsão seriam compostos por oito caldeiras a óleo combustível que alimentariam quatro conjuntos de turbinas a vapor, que por sua vez girariam quatro hélices até uma velocidade máxima de 28 nós (52 quilômetros por hora). Os navios seria protegidos por um cinturão principal de blindagem cuja espessura ficaria entre 183 a 409 milímetros.
Quatro couraçados foram originalmente planejados pela marinha, mas cinco acabaram sendo encomendados. A construção dos navios da Classe Montana foi autorizada pelo Congresso dos Estados Unidos em meados de 1940 com previsão de começo das obras para algum momento do ano seguinte. Entretanto, eles acabaram sendo adiados, primeiro devido à escassez de materiais e depois porque prioridade de construção foi dada para embarcações consideradas mais necessárias para o esforço de guerra naquela época, como contratorpedeiros, submarinos e porta-aviões. Os trabalhos na Classe Montana foram suspensos em abril de 1943 e eles foram cancelados em definitivo em julho.

## Antecedentes
A maior preocupação da Marinha dos Estados Unidos durante o período entreguerras era com a Marinha Imperial Japonesa, sua rival no Oceano Pacífico. O sistema internacional de limitação de armamentos navais instaurado em 1922 pelo Tratado Naval de Washington tinha dado aos Estados Unidos uma superioridade sobre o Japão em termos de tonelagem total. A Marinha dos Estados Unidos, com o objetivo de substituir seus obsoletos navios construídos antes da Primeira Guerra Mundial, começou as obras dos couraçados da Classe North Carolina em 1937 depois de um período de mais de dez anos em que o tratado proibiu a construção de novos navios capitais. Esse sistema de controle, ampliado em 1930 e 1936 pelo Primeiro e Segundo Tratados Navais de Londres, começou a ruir no final desta década depois do Japão ter se recusado a assinar o Segundo Tratado Naval de Londres. Isto fez com que as outras grandes potências navais começassem programas de rearmamentos próprios, com os Estados Unidos iniciando o desenvolvimento da Classe South Dakota. O financiamento para seus dois primeiros navios foi aprovado no ano fiscal de 1937, porém as obras só foram começar em 1939.
O Congresso dos Estados Unidos autorizou mais duas embarcações da Classe South Dakota em 1938 junto com outros dois couraçados de um projeto ainda a ser determinado. A Marinha dos Estados Unidos já tinha começado em 1937 os trabalhos de desenvolvimento do seu próximo projeto de couraçado. O desejo era por navios maiores e mais rápidos que excedessem o limite de 36 mil toneladas de deslocamento padrão imposto pelo sistema do Tratado Naval de Washington. Como o Japão já tinha se recusado a cumprir os termos do Segundo Tratado Naval de Londres, as outras potências tinham se movimentado para aliviar as restrições sobre seus novos couraçados. Os Estados Unidos, Reino Unido e França trocaram mensagens em 31 de março de 1938 indicando que aceitariam um aumento do limite de deslocamento para 46 mil toneladas.
Os projetistas norte-americanos trabalharam na criação de propostas para esses novos navios, com duas linhas de pensamento surgindo. A primeira era para uma embarcação comparativamente mais lenta, mas muito mais bem armada e protegida, enquanto a segunda era para um navio mais rápido, porém com menos blindagem e sem tantos armamentos que tinha o objetivo de pegar os cruzadores japoneses e fazer frente aos couraçados da Classe Kongō. Este último, que era essencialmente uma versão melhorada da Classe South Dakota, seria capaz de uma velocidade de 33 nós (61 quilômetros por hora), mas o desenvolvimento da primeira versão continuou em paralelo. O Conselho Geral da Marinha queria que a versão mais lenta e bem armada se tornasse a próxima geração dos couraçados tipo padrão, tendo 46 mil toneladas de deslocamento, um armamento de doze canhões de 406 milímetros e capaz de alcançar uma velocidade máxima de 27 nós (cinquenta quilômetros por hora), a mesma da Classe South Dakota.
Ficou claro para a liderança naval em meados de 1939 que uma guerra era iminente e assim a necessidade de novos navios se tornou urgente. O começo da Segunda Guerra Mundial na Europa em setembro de 1939 e depois a Queda da França em junho de 1940 apenas aumentou ainda mais a pressão pela rápida construção de novos navios de guerra. Os primeiros couraçados encomendados foram dois do projeto mais rápido de 33 nós, que se tornaria a Classe Iowa, sendo autorizados sob o ano fiscal de 1939. A aprovação do Ato da Marinha de Dois Oceanos em 19 de julho de 1940 proporcionou aumentos significativos para a Marinha dos Estados Unidos, incluindo um aumento de 391 mil toneladas apenas para couraçados, mais centenas de milhares de toneladas para novos porta-aviões, cruzadores e contratorpedeiros. O terceiro e quarto couraçados da Classe Iowa foram autorizados no programa do ano fiscal de 1941, com mais dois navios sendo adicionados ao programa em maio. Estes originalmente seriam construídos sob o projeto seguinte, mas Frank Knox, o Secretário da Marinha, decidiu que eles deveriam ser construídos sob o projeto da Classe Iowa a fim de acelerar a produção.

## Desenvolvimento

### Inicial
Apesar do projeto de 33 nós ter sido o escolhido para a Classe Iowa, ficou claro para a liderança naval que isto seria uma exceção das doutrinas normais, além de que uma reversão para um couraçado tipo padrão de 27 nós ocorreria para o próximo projeto. A principal consideração para a nova classe foi o desenvolvimento de um projétil perfurante superpesado de 1,2 tonelada que tinha sido criado durante a construção da Classe North Carolina. A prática padrão de projeto afirmava que couraçados deveriam ser imunes a armas idênticas às suas nas esperadas distâncias de batalha, porém o novo projétil superpesado possuía uma capacidade perfurante significativamente melhor que projéteis mais antigos e leves. As Classes North Carolina, South Dakota e Iowa não eram imunes a esse projétil, com o Conselho Geral desejando que o projeto seguinte tivesse melhor proteção. Propostas que com até 46 mil toneladas, doze canhões de 406 milímetros e velocidade de 27 nós foram pedidas ao Escritório de Construção e Reparo.
A resposta foi o projeto chamado "BB 65A", usando a Classe South Dakota como ponto de partida, mas com o comprimento alongado a fim de acomodar uma quarta torre de artilharia principal. O deslocamento já ficou acima do limite com 46 164 toneladas e o navio seria protegido apenas contra o projétil perfurante anterior de uma tonelada. A equipe de projeto estimou que seriam necessárias mais de duas mil toneladas seriam necessárias para proteger a embarcação contra o projétil superpesado. Uma variante, "BB 65B", substituiu a bateria secundária original de vinte canhões calibre 38 de 127 milímetros por doze dos novos canhões calibre 47 de 152 milímetros, mas isto aumentou o deslocamento ainda mais. Seguiram-se outros dois projetos, "BB 65C" e "BB 65D", que adotaram três torres quádruplas em vez de quatro triplas, o que proporcionou uma economiza de aproximadamente 1 625 toneladas. O "BB 65C" tinha a bateria secundária de 127 milímetros e o "BB 65D" a de 152 milímetros. Todos esses projetos era protegidos apenas contra o projétil de uma tonelada, mas como os dois últimos estavam abaixo do limite de deslocamento, o Escritório de Construção e Reparo tentou usar o peso disponível para fortalecer a blindagem com o projeto "BB 65E". Os projetistas logo perceberam que o convés poderia ser aprimorado a fim de proporcionar uma zona de imunidade relativamente estreita contra projéteis em mergulho, porém um fortalecimento do cinturão de blindagem contra o projétil superpesado aumentaria o deslocamento para 56 mil toneladas.
Nenhuma dessas primeiras propostas foi considerada aceitável e também havia preocupações sobre a viabilidade das torres quádruplas. Outros canhões foram sugeridos, desde 457 milímetros até um um experimental calibre 56 de 406 milímetros. O Escritório de Construção e Reparo elaborou uma nova série de estudos começando com o "BB 65F". Várias destas propostas experimentavam com uma mistura de torres duplas, triplas ou quádruplas para dez ou onze armas com o objetivo de reduzir peso mas ainda assim ter um poder de fogo maior que a Classe South Dakota com nove canhões. Uma das propostas, "BB 65J", adotou doze canhões de 356 milímetros e uma proteção capaz de resistir ao projétil superpesado. O canhões de 457 milímetros foi descartado depois de estudos terem demonstrado que apenas seis poderiam ser instalados dentro do limite de 46 mil toneladas. Uma das variantes com dez canhões foi selecionada até setembro de 1939, arranjadas e duas torres triplas à vante e uma quádrupla à ré.

### Tempos de guerra

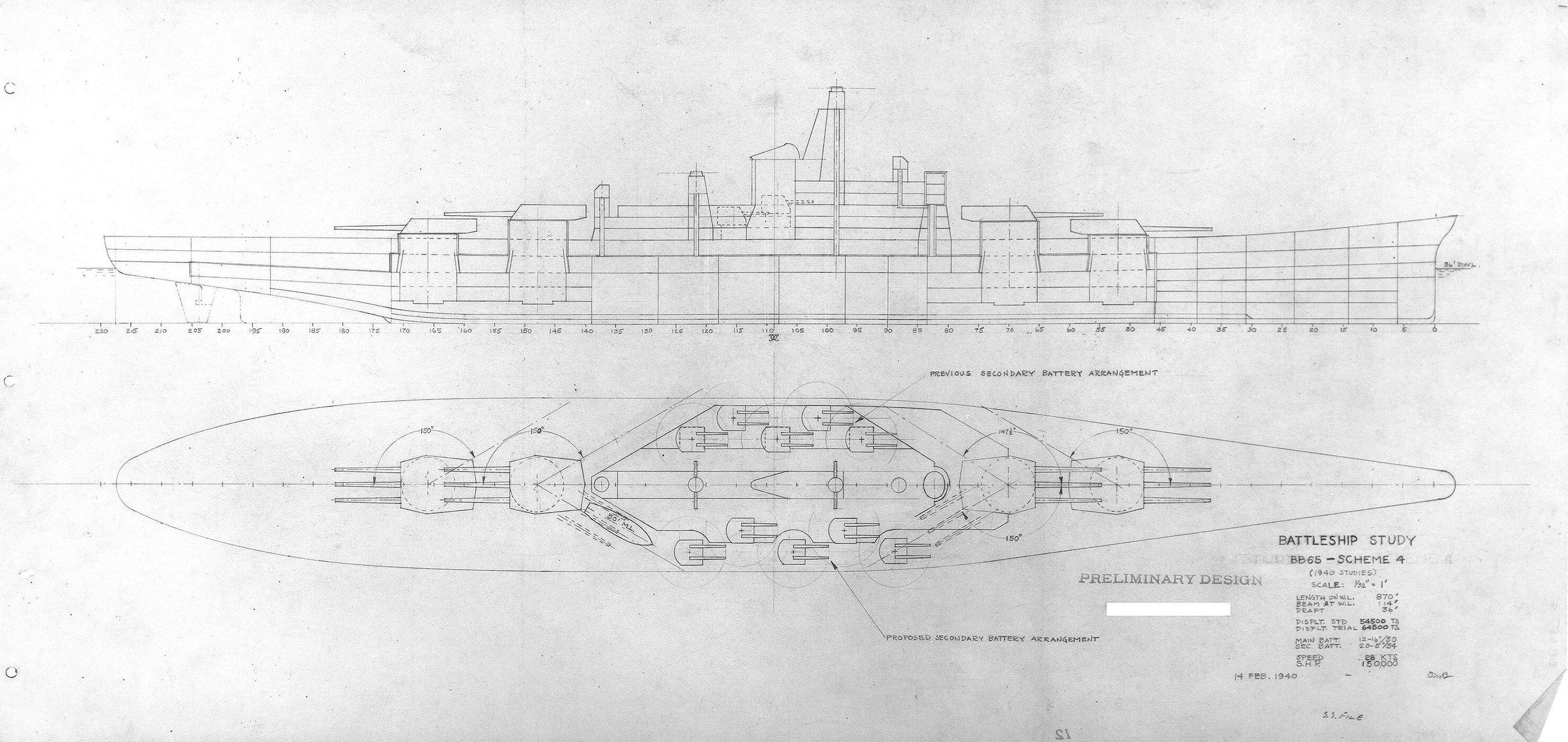
Desenho do projeto "BB 65-4" de 1940

O início da Segunda Guerra Mundial alterou radicalmente as restrições impostas sobre o Escritório de Construção e Reparo. Os limites restantes dos diferentes tratados internacionais foram removidos completamente, assim os novos navios seriam limitados apenas por restrições logísticas da infraestrutura naval já existente, principalmente o Canal do Panamá e as docas secas disponíveis. A Marinha dos Estados Unidos estava defendendo desde 1938 a construção de um novo conjunto maior de eclusas para o canal, algo aprovado em 1940. Algumas limitações ainda assim permaneceram: o comprimento e altura dos couraçados deveria levar em conta os estaleiros em que seriam construídos, com as rampas de lançamento do Estaleiro Naval de Nova Iorque não conseguindo acomodar a construção de um navio maior que 59 mil toneladas, além de que as embarcações deveriam ser baixas o suficiente para passarem por baixo da Ponte do Brooklyn em maré baixa. Consequentemente, a doca seca 4 do estaleiro precisaria ser ampliada e os navios seriam flutuados para fora em vez do lançamento ao mar tradicional. O Conselho Geral pediu em outubro de 1939 por novos projetos com doze canhões de 406 milímetros e que tivessem blindagem suficiente, estimando que isso poderiam ser realizado em um deslocamento de aproximadamente 51 mil toneladas. O departamento de Projetos Preliminares respondeu com um projeto em janeiro de 1940 que de forma geral se adequava aos requerimentos do Conselho Geral, porém o deslocamento era de 52,3 mil toneladas. Uma opção para substituir a bateria secundária padrão de canhões calibre 38 de 127 milímetros pelo novo modelo calibre 54 adicionaria por volta de duas mil toneladas.
O Conselho Geral pediu uma nova série de propostas em 16 de fevereiro. Estas incluíram uma versão modificada do projeto de nove canhões da Classe Iowa dois nós mais lento para ter melhor blindagem, uma variante ampliada da Classe Iowa com os mesmos 33 nós e um deslocamento de 54,4 mil toneladas e vários projetos com doze canhões com velocidades que variavam de 28 a 33 nós. Estes receberam as designações "BB 65-1" a BB 65-8". O deslocamento dessas propostas chegou até 68 mil toneladas. Todos eram armados com canhões calibre 50 de 406 milímetros e eram protegidos contra o projétil superpesado. Foi tomada em março a decisão de voltar a usar um cinturão de blindagem externo, já que os cinturões internos como das Classes South Dakota e Iowa eram difíceis de instalar e consertar em caso de dano, com as economias de peso associadas não importando mais já que os limites de deslocamento tinham desaparecido. Mais dois projetos foram produzidos em junho: "BB 65-9" e "BB 65-10", ambos de 28 nós.
Os oficiais do alto escalão da marinha não conseguiam concordar em prioridades de projeto, discordando fortemente em pontos que iam desde a velocidade máxima até os custos e desafios logísticos dos projetos variantes maiores. O Conselho Geral pediu ao Projetos Preliminares mais uma rodada de estudos, com este apresentando diferentes navios com nove, dez e doze canhões que mais uma vez incluíam variantes rápidas e lentas. O Conselho Geral finalmente escolheu um desses projetos, o "BB 65-5A", que era armado com doze canhões em um deslocamento de 58,4 mil toneladas e capaz de uma velocidade máxima de 28 nós. O Conselho Geral apresentou esse projeto a Knox, que o aprovou em 19 de agosto. Os trabalhos de projeto continuaram já que os navios ainda não tinham sido autorizados completamente. Os couraçados que receberiam os números de casco BB-65 e BB-66 acabaram sendo designados para a Classe Iowa, assim o projeto seguinte foi nomeado "BB 67-1". Este projeto encurtou o casco para 280 metros, provavelmente para mantê-lo dentro dos limites das novas rampas de lançamento sendo construídos no Estaleiro Naval de Norfolk e no Estaleiro Naval da Filadélfia. O deslocamento desta variante cresceu para 62,2 mil toneladas. Mais aprimoramentos no arranjo da blindagem levaram ao "BB 67-2", que tinha um deslocamento ligeiramente menor a 60,7 mil toneladas. Esta versão incorporava um cinturão interno inferior que proporcionaria uma proteção adicional contra acertos de projéteis abaixo da linha d'água.
Trabalhos em detalhes prosseguiram até 1941, incluindo a substituição da bateria antiaérea leve original, que teria os ineficazes canhões de 28 milímetros junto com canhões Bofors de 40 milímetros. Os holofotes foram rearranjados, os telêmetros de navegação removidos e o comprimento do casco ligeiramente alongado. O deslocamento foi um pouco reduzido para 61,5 mil toneladas, com os projetistas descobrindo que poderiam reduzir a potência do sistema de propulsão de 212 mil para 172 mil cavalos-vapor (158 mil para 128 mil quilowatts), o que permitia maquinários menores e mais leves. Estas mudanças possibilitaram mais economias de peso, permitindo que o convés antibombas fosse estendido mais a ré e que mais melhoramentos fossem feitos na bateria antiaérea leve. Este projeto era imune a projéteis superpesados disparados a uma distância de dezesseis a 28 quilômetros, com sua resistência ao projétil padrão ficando entre 15,1 e 31,5 quilômetros. A versão final do projeto foi datada de março de 1941 e designada "BB 67-4".

## Projeto

### Características

Desenho da Classe Montana

A Classe Montana teria 270 metros de comprimento da linha de flutuação e 280,8 metros de comprimento de fora a fora. Sua boca seria de 35 metros na linha de flutuação, porém sua boca máxima poderia chegar a 36,93 metros. O deslocamento padrão seria de 61,5 mil toneladas, com um deslocamento projetado para testes marítimos de 69 413 toneladas. O deslocamento carregado cresceria para 72 104 toneladas, enquanto carregamentos de emergência poderiam fazê-lo crescer até 73 076 toneladas. Teriam um calado de 10,97 metros em deslocamento padrão, enquanto com carregamento emergencial poderia chegar a 11,23 metros. A altura metacêntrica seria de 2,5 metros. Foi estimado que a tripulação consistiria normalmente em 115 oficiais e 2 240 marinheiros, com estes números crescendo para 189 oficiais e 2 789 marinheiros caso os navios servissem como capitânias.
O projeto da Classe Montana compartilhava muitas características com as classes anteriores de couraçados rápidos da Marinha dos Estados Unidos a partir da Classe North Carolina, como por exemplo uma proa bulbosa, um fundo triplo sob a cidadela blindada e os eixos das duas hélices internas abrigados dentro de extensões do casco. A construção da Classe Montana de forma geral teria feito amplo uso de soldagem para unir placas estruturais e blindagens homogêneas, o que teria economizado peso em relação ao método anterior de rebitagem. Assim como todos os projetos norte-americanos do período entreguerras, os couraçados teriam um convés principal contínuo com uma acentuada curvatura na proa com o objetivo de reduzir a quantidade de água derramada no convés em mares bravios. A Classe Montana seria equipada com três hidroaviões para reconhecimento e avistamento de artilharia. Estes teriam sido operados de catapultas no convés da popa, como era o padrão para os couraçados dos Estados Unidos no período.

### Propulsão
O sistema de propulsão da Classe Montana consistiria em oito caldeiras Babcock & Wilcox de dois tambores a óleo combustível que trabalhariam a uma pressão de 565 libras-força por polegada quadrada (3,9 mil quilopascais) e a uma temperatura de 454  graus Celsius. O vapor produzido alimentaria quatro conjuntos de turbinas a vapor, cada uma girando uma hélice. A exaustão das caldeiras seriam despejada por duas chaminés localizadas na linha central à meia-nau. Foi antecipado que as embarcações exigiriam uma alta quantidade de energia elétrica para situações normais, assim o projeto incorporou dez turbogeradores de 1 250 quilowatts, que proporcionariam um total de 12,5 mil quilowatts de energia em uma corrente alternada de 450 volts. Os navios também teriam dois geradores a diesel de emergência de quinhentos quilowatts.
Cada turbina teria uma potência indicada de 43 mil cavalos-vapor (32 mil quilowatts) para uma potência total de 172 mil cavalos-vapor (128 mil quilowatts). A intenção era para uma velocidade de projeto de 28 nós a um deslocamento de 70,5 mil toneladas. Os couraçados carregariam até 7,6 mil toneladas de óleo combustível para uma autonomia nominal de quinze mil milhas náuticas (27,8 mil quilômetros) a uma velocidade de quinze nós (28 quilômetros por hora). Dois lemes semiequilibrados ficariam à ré das duas hélices internas. Os eixos destas hélices ficariam abrigados em extensões do casco que, apesar que aumentariam o arrasto hidrodinâmico, fortaleceriam a estrutura da popa.
O sistema de propulsão da Classe Montana seria menos potente que o da Classe Iowa, porém isto permitiria que seus espaços de maquinários fossem consideravelmente mais subdivididos, com grandes divisões longitudinais e transversais entre as salas das caldeiras e de máquinas. O arranjo era semelhante ao dos porta-aviões da Classe Lexington, com as salas das caldeiras flanqueando as duas salas de turbina para os eixos internos, enquanto as salas das turbinas dos eixos externos ficariam na extremidade de ré dos maquinários. O arranjo dos maquinários da Classe Montana com uma potência maior seria posteriormente usado nos porta-aviões da Classe Midway.

### Armamento

Ilustração de um canhão e barbeta Marco 7 de 406 milímetros

O armamento principal dos couraçados consistiria em doze canhões Marco 7 calibre 50 de 406 milímetros que seriam montados em quatro torres de artilharia triplas. Estas seriam arranjadas em duas à vante e duas à ré, em ambos os casos com uma sobreposta à outra. As armas disparariam dois tipos de projéteis: um perfurante de 1,2 tonelada e outro de alta capacidade de 860 quilogramas com uma carga altamente explosiva maior. Os projéteis seriam disparados com uma velocidade de saída de 760 e 820 metros por segundo, respectivamente. Na elevação máxima de 45 graus, o projétil perfurante teria um alcance de 38,7 quilômetros, enquanto o altamente explosivo teria um alcance ligeiramente menor de 38 quilômetros. O tempo de voo nessas distâncias seria de mais de oitenta segundos. Os projéteis perfurantes poderiam atravessar 508 milímetros de blindagem a uma distância de combate de dezoito quilômetros. Os canhões teriam uma cadência de tiro de dois disparos por minuto e as torres podiam girar a uma velocidade de quatro graus por segundo. Os canhões teriam que voltar para uma elevação de cinco graus a fim de serem recarregados.
O armamento secundário seria composto por vinte canhões de duplo-propósito Marco 16 calibre 54 de 127 milímetros abrigados em dez torres de artilharia duplas nas laterais da superestrutura. Estas armas foram projetadas com a Classe Montana em mente e tinham a intenção de melhorar o alcance efetivo sobre o predecessor modelo Marco 12 calibre 38 em serviço na época. Eles disparariam um projétil de 32 quilogramas a uma velocidade de saída de 810 metros por segundo para um alcance máximo de 23,7 quilômetros contra alvos de superfície e altura máxima de 15,7 quilômetros contra alvos aéreos. A cadência de tiro seria de quinze disparos por minuto.
Cada embarcação teria uma bateria antiaérea leve de quarenta canhões Bofors de 40 milímetros e 56 canhões Oerlikon de 20 milímetros. Os Bofors seriam montados em dez montagens quádruplas e os Oerlikons em montagens individuais. Os Bofors disparavam projéteis de novecentas gramas a uma velocidade de saída de 880 metros por segundo, tendo uma altura máxima de disparo de 6,9 quilômetros. Os Oerlikons disparavam projéteis de 120 gramas a uma velocidade de saída de 840 metros por segundo.

### Blindagem
A blindagem dos navios da Classe Montana, como projetados, usaria a filosofia "tudo ou nada", com a maior parte da blindagem concentrada na área da cidadela, incluindo espaços de maquinários, armamentos, depósitos de munição e instalações de comando e controle. O cinturão principal de blindagem ficaria inclinado em dezenove graus e teria 409 milímetros de espessura de aço cimentado Krupp Classe A montado em 25 milímetros de aço de tratamento especial. Abaixo da linha de flutuação a espessura do cinturão diminuiria para 259 milímetros. As embarcações também teriam um cinturão inferior separado feito de blindagem homogênea tipo Krupp Classe B inclinado em dez graus e com 216 milímetros na área dos depósitos de munição e 183 milímetros nos maquinários com o objetivo de proporcionar proteção contra possíveis acertos submersos, também servindo como uma das anteparas antitorpedo. Este cinturão se afinaria para 25 milímetros no fundo triplo e ficaria montado em dezenove milímetros de aço de tratamento especial. As extremidades da cidadela blindada seriam fechadas por anteparas transversais de 457 milímetros de espessura de aço Classe A à vante e 387 milímetros à ré.
A blindagem do convés ficaria em três camadas. A primeira consistiria em dezenove milímetros de aço de tratamento especial laminado em cima de 38 milímetros de aço de tratamento especial, totalizando 57 milímetros. A segunda camada teria 147 milímetros de aço Classe B laminado em cima de 32 milímetros de aço de tratamento especial, totalizando 179 milímetros. Enquanto a terceira camada era um convés para conter estilhaços de dezesseis milímetros. Este último seria substituído por um terceiro convés de 25 milímetros de aço de tratamento especial sobre os depósitos de munição pra impedir fragmentação. A espessura total da blindagem na linha central seria de 252 milímetros sobre a cidadela e 262 milímetros sobre os depósitos de munição. A seção externa teria 152 milímetros de aço Classe B laminado sobre 32 milímetros de aço de tratamento especial, totalizando 187 milímetros no segundo convés, mais um convés de estilhaços de dezenove milímetros. A espessura total da seção externa seria de 206 milímetros.
As torres de artilharia principais teriam frentes de aço Classe B com 457 milímetros de espessura montadas em 114 milímetros de aço de tratamento especial, totalizando uma placa laminada de 572 milímetros. As laterais teriam até 254 milímetros de aço Classe A, enquanto os tetos seriam de aço Classe B de 232 milímetros. As torres ficariam em cima de barbetas protegidas por 541 milímetros de aço Classe A à vante e 457 milímetros à ré, já a torre de comando teria laterais de 457 milímetros de aço Classe A.
O projeto do sistema de proteção contra torpedos da Classe Montana incorporou as lições aprendidas com os couraçados rápidos anteriores da Marinha dos Estados Unidos. Ele consistiria em quatro anteparas antitorpedo longitudinais internas atrás das placas externas do casco, o que formaria uma "protuberância" multicamada. Dois dos compartimentos seriam preenchidos por algum líquido a fim de interromper a bolha de gás da detonação da ogiva de um torpedo, já as anteparas iriam se deformar elasticamente e absorver a energia. Como o cinturão de blindagem seria externo, a geometria da "protuberância" seria similar à aquela da Classe North Carolina, em vez de daquelas das Classes South Dakota e Iowa. O projeto do sistema de defesa antitorpedo da Classe Montana abordaria uma vulnerabilidade em potencial daquele usado nestas duas classes, já que testes em ensecadeiras em 1939 mostraram que estender o cinturão principal até a quilha a fim de atuar como uma das anteparas antitorpedo teria efeitos prejudiciais contra o combate à inundações devido à sua rigidez. Os dois compartimentos mais externos seriam aqueles preenchidos por líquido, enquanto os dois mais internos ficariam vazios. A boca maior da Classe Montana permitiria que o sistema fosse mais profundo quando comparado ao da Classe Iowa, sendo 6,25 metros contra 5,64 metros.

## Navios
| Navio         | Construtor                     | Suspensão     | Cancelamento        |
| ------------- | ------------------------------ | ------------- | ------------------- |
| Montana       | Estaleiro Naval da Filadélfia  | abril de 1942 | 21 de julho de 1943 |
| Ohio          | Estaleiro Naval da Filadélfia  | abril de 1942 | 21 de julho de 1943 |
| Maine         | Estaleiro Naval de Nova Iorque | abril de 1942 | 21 de julho de 1943 |
| New Hampshire | Estaleiro Naval de Nova Iorque | abril de 1942 | 21 de julho de 1943 |
| Louisiana     | Estaleiro Naval de Norfolk     | abril de 1942 | 21 de julho de 1943 |

## Cancelamento

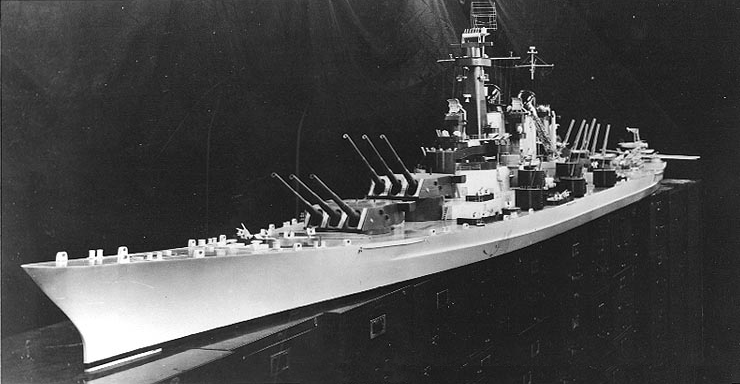
Miniatura da Classe Montana

O Conselho Geral planejou a construção de quatro navios para a Classe Montana, o que formaria uma única divisão de couraçados, porém cinco acabaram autorizados em 19 de julho de 1940 pelo Ato da Marinha de Dois Oceanos. A intenção era para que as obras começassem no ano seguinte, porém escassez do aço necessário causou atrasos. O trabalho nas novas eclusas do Canal do Panamá também foi paralisado em 1941, similarmente pela falta de aço e pela mudança das prioridades estratégias e de material. O contrato final de projeto foi emitido em junho de 1942, com as construções sendo autorizadas pelo Congresso dos Estados Unidos. A data estimada de finalização das embarcações era para em algum momento entre 1º de julho e 1º de novembro de 1945.
Os trabalhos nos navios foi suspenso em abril de 1942 e em outubro eles foram mais uma vez adiados em favor de oitenta contratorpedeiros, que eram muito necessários para a Batalha do Atlântico contra submarinos alemães que estavam atacando comboios de suprimento para o Reino Unido. Trabalhos adicionais de projeto continuaram no decorrer do ano, incluindo a realização de detalhamento nas baterias antiaéreas. O Escritório de Navios sugeriu nesse período que a espessura dos conveses blindados fosse aumentada, mas estas mudanças não foram realizadas. Todos os cinco couraçados foram cancelados em 21 de julho de 1943, pois as prioridades de construção tinham mudado decisivamente em favor de mais porta-aviões, contratorpedeiros e submarinos.